# Johnny Smith
Pour les articles homonymes, voir Johnny Smith (homonymie), John Smith et Smith.
Johnny Smith, né John Henry Smith, Jr. le 25 juin 1922 à Birmingham (Alabama) et mort le 11 juin 2013 , est un guitariste de jazz (mainstream et cool jazz) américain.

## Débuts
Durant la Grande Dépression, la famille de Smith a déménagé de Birmingham vers différentes villes pour finalement s’installer à Portland dans le Maine.

### Apprentissage et enseignement
Smith a appris à jouer de la guitare en autodidacte dans des boutiques de prêteurs sur gages qui le laissaient jouer en échange de garder les guitares accordées. À l’âge de 13 ans, il apprenait aux autres à jouer de la guitare. Un de ses étudiants acheta un jour une nouvelle guitare et lui donna l’ancienne, qui devint la première guitare possédée par Smith.

### Le jeune artiste
Smith rejoignit a groupe local de hillbilly, Uncle Lem and the Mountain Boys. Le groupe faisait des tournées dans le Maine, donnant des représentations à des soirées dansantes, des foires, des kermesses, etc. Smith gagnait alors quatre dollars par représentation. Il quitta alors le lycée pour privilégier cette orientation professionnelle.
Après avoir porté de l’intérêt pour les groupes de jazz entendus à la radio, Smith s’entraîna à jouer du jazz. Il quitta les Mountain Boys à l’âge de dix-huit ans pour fonder a trio de jazz nommé The Airport Boys.

### Enrôlement dans l’armée
Ayant appris à piloter grâce à des amis pilotes, Smith s’engagea dans l’United States Army Air Corps dans l’espoir de devenir un pilote militaire, avant d’être disqualifié à cause d’un défaut d’acuité visuelle à l’œil gauche,. Ayant le choix entre rejoindre le groupe de l’armée et être envoyé en formation en mécanique, Smith choisit la première option. Smith prétend qu’on lui a donné un cornet à pistons, la méthode d’apprentissage de Jean-Baptiste Arban et deux semaines pour être opérationnel, en particulier d’être capable de lire les partitions,. Déterminé à ne pas aller en formation en mécanique, Smith passa deux semaines à pratiquer le cornet dans les latrines, ainsi que recommandé par le leader du groupe, puis passa l’examen,.

## Carrière
Musicien très éclectique, Johnny Smith jouait aussi bien dans le fameux Birdland jazz club que dans l’Orchestre philharmonique de New York.
Le jeu de Smith se caractérise par ses accords fermés et ses lignes ascendants rapides (rappelant Django Reinhardt, mais en plus diatonique que chromatique). De 1952 à 1960, il a enregistré pour le label Roost, construisant sa réputation artistique. Mosaic Records a publié la majeure partie de ces enregistrements dans un coffret de 8 CD.
Son album ayant reçu les meilleures critique a été Moonlight in Vermont.
Son titre le plus connu est "Walk Don’t Run", écrit pour une session d’enregistrement en 1955. Un autre guitariste, Chet Atkins, a repris cette musique. Des musiciens, devenus plus tard The Ventures, ayant entendu la version d’Atkins l’ont simplifiée et accélérée puis enregistrée en 1960. La version des Ventures culmina en deuxième place au Top 100 de la semaine en septembre 1960.
Johnny Smith se retira de la scène dans les années 1960, ayant déménagé dans le Colorado pour enseigner, tenir un magasin de musique et élever sa fille après le décès de sa seconde femme.

## Les guitares de Johnny Smith
Guild, Gibson, et Heritage ont tous produit des modèles de guitares conçues pour et endorsées par Johnny Smith. Dans chaque cas, la guitare était dessinée entièrement ou en partie par Smith. Il s’agissait à chaque fois de guitares à caisse creuse (17 pouces), avec une table bombée en épicéa massif et un dos et des éclisses en érable dur. Selon la marque et la période, la guitare était équipée d'un ou deux micros magnétiques dits "flottants" c'est-à-dire fixés au manche ou au pickguard, le reste de l'électronique (un à quatre potentiomètres et la prise jack) étant fixés au pickguard. 
Smith prétend avoir appris la conception de guitares en observant le maître luthier John D'Angelico, un de ses amis à qui il achetait ses guitares lorsqu’il vivait à New York.

### Guild Johnny Smith Award
En 1955, après des négociations avec Alfred Dronge, président et fondateur de Guild Guitar Company, Smith conçut une guitare et envoya les schémas et spécifications à Dronge. Les designers de chez Guild le modifièrent (entraînant la déception de Smith), et produisirent le résultat en tant que Guild Johnny Smith Award,.
Le modèle de Guild, produit de 1956 à 1961 avec le nom de Johnny Smith est inspiré des guitares du luthier D'Angelico. Guild continua à produire son modèle "Johnny Smith" à partir de 1961 dans la série Guild Artist Award.

### Gibson Johnny Smith
En 1961, Ted McCarty, président de Gibson à l’époque, alla rencontrer Smith chez lui à Colorado Springs. McCarty passa quelques jours avec Smith afin de concevoir avec lui la guitare qu’il souhaitait. Le modèle fut accepté par Gibson avec quelques changements cosmétiques mineurs. Gibson commença la production de la Gibson Johnny Smith cette même année
Le modèle de Gibson, le plus emblématique, au catalogue de 1961 à 1989 est finalement très largement inspiré de la Gibson L-5, avec un corps légèrement plus fin, une table supportée par un barrage en X au lieu du traditionnel barrage parallèle de la marque, et un manche de Gibson Super 400. Il est équipé de un ou deux micros mini-humbucker flottants.
Comme Guild par le passé, à la fin du contrat, Gibson continua de fabriquer sa version du modèle conçu en collaboration avec Johnny Smith sous un nom différent : Gibson LeGrand, avec quelques modifications mineures.

### Heritage Johnny Smith
Quand Gibson déménagea son usine de Kalamazoo (Michigan) à Nashville (Tennessee), plusieurs managers et artisans décidèrent de rester sur place. Des anciens employés créèrent Heritage Guitars et rachetèrent l’ancienne usine de Kalamazoo à Gibson. Ayant le choix entre Gibson et Heritage pour fabriquer son modèle signature, Smith choisit de rester avec les anciens artisans. Le modèle Heritage Johnny Smith fut introduit en 1989 et proposé jusqu'en 2004. 

### Guild Johnny Smith Award par Benedetto
William Schultz, président de Fender Musical Instruments Corporation, dont Guild était alors une filiale, demanda à Smith s’il souhaitait de nouveau être soutenu dans la série Guild Artist Award. Connaissant bien Schultz, et sachant que la construction serait supervisée par le maître luthier Bob Benedetto, Smith accepta. La Guild Johnny Smith Award par Benedetto fut disponible au catalogue Guild jusqu’en 2006 quand Benedetto quitta Fender,. Contrairement à Guild et Gibson, Heritage Guitars cessa de produire leur modèle conçu par Smith après que celui-ci renonça à son appui.